# Caixa de resistència

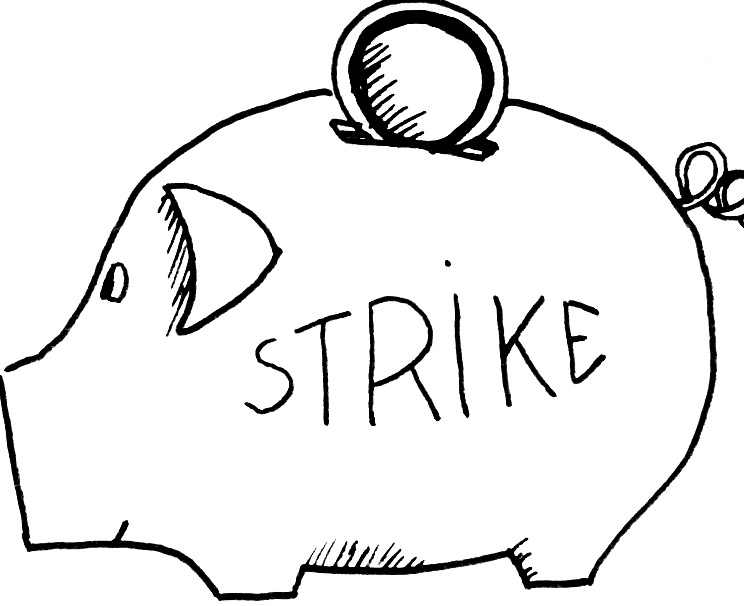

Una caixa de resistència o caixa de solidaritat és una institució temporal basada en el suport mutu i la solidaritat. Les caixes de resistència són utilitzades per alleujar la situació econòmica de treballadors o activistes que es vegin perjudicats en les accions sindicals o de desobediència civil, com per exemple protestes reivindicatives o vagues de llarga durada. En elles les persones posen diners per ajudar altres treballadors o activistes a afrontar les dificultats econòmiques derivades del seu activisme o sindicalisme.
El 2017 l'Assemblea Nacional Catalana i Òmnium Cultural van crear una caixa de solidaritat conjunta per ajudar a través de donacions "respondre les represàlies de l'Estat contra el patrimoni" dels condemnats pel procés sobiranista.